# Скитіан
Скитіан (дав.-гр. Σκυθιανός; І століття н. е.) — александрійський релігійний учитель, який, за словами Г. Г. Роулінсона, був першим александрійцем, який відвідав Індію.
Він згадується кількома християнськими письменниками та антиманіхейськими полемістами ІІІ та IV століть н. е., включаючи Архелая Кашарського, Іполита Римського, Кирила Єрусалимського, Епіфанія Кіпраського, і згадується в праці IV століття «Acta Archelai», a критична біографія Мані з ортодоксальної точки зору. Вважається, що Скитіан жив біля кордону між Палестиною та Аравією і брав активну участь у торгівлі між портами Червоного моря та Індією. Також кажуть Скитіан був в Єрусалимі, де він сперечався про свої доктрини з апостолами.

## Життєпис
Скитіан був скіфського походження, але за місцем проживання був палестинським сарацином. Він був купцем, торгував з Індією, під час якої кілька разів відвідав Індію та познайомився з індійською філософією. Накопичивши велике багатство, повертаючись додому через Фіваїди, він потрапив у Гіпселе до єгипетської рабині, яку купив і одружився. Потім він оселився в Александрії і присвятив себе єгипетським наукам. Тут він сформував свою філософію за допомогою свого єдиного учня і раба Теребінта. За словами Епіфанія, він, мабуть, намагався пропагувати погляд, «що існує щось поза тим, хто існує, і що, так би мовити, діяльність усіх речей походить від двох коренів або двох начал». Далі Епіфаній пояснив, що Скитіан написав чотири книги: «Містерії», «Скарбниці», «Склади» та «Євангеліє від Скіфа», також згадане Кирилом Єрусалимським.

### Передбачуваний вплив на маніхейство
У розповіді Кирила Єрусалимського стверджується, що після смерті Скитіана його учень Теребінф пішов до Палестини, Юдеї («стаючи відомим і засудженим в Юдеї») та Вавилону. Він використовував ім'я «Будда», що могло означати, що він представляв себе Буддою, і могло вказувати на зв'язок між його філософією та буддизмом. Теребінт привіз із собою книги Скитіана, які він подарував після своєї смерті своїй квартирантці, вдові з рабом, на ім'я Кубрік, який пізніше змінив своє ім'я на Мані (від «Manes» перською мовою, що означає «дискурс»). Кажуть, що Мані вивчав книги, які, таким чином, стали джерелом маніхейської доктрини. Іполит вважав Скитіана попередником Мані і писав, що він приніс «доктрину двох принципів» з Індії до Мані.
Однак, за словами А. А. Бевана, ця історія «не має претензій вважатися історичною».